# 庄司三智子
庄司 三智子（しょうじ みちこ、1956年 - ）は、日本の絵本作家、イラストレーター。東京都生まれ。武蔵野美術大学油絵学科卒業。

## 人物
忍者好き。

## 主な著作

### 絵本
- 『どんどん とんとん チャチャチャ』 （2007年6月、ひさかたチャイルド、ISBN 978-4805426630）
- 『りんご ごーごー』 （2007年9月、ひさかたチャイルド、ISBN 978-4893257550）
- 『せっしゃにんじゃ』 （2008年12月、チャイルド本社、ISBN 978-4805430736）
- 『もちもちおもち』 えほんのぼうけん （2010年12月、岩崎書店、ISBN 978-4265070442）
- 『おやおやおやつ』 えほんのぼうけん （2011年11月、岩崎書店、ISBN 978-4265081028）
- 『めんのめんめん』 えほんのぼうけん （2012年12月、岩崎書店、ISBN 978-4265081226）
- 『たいこうち たろう』 （2013年1月、佼成出版社、ISBN 978-4333025848）
- 『われらにんじゃ』 （2013年1月、チャイルド本社、ISBN 978-4805437247）
- 『こねこ こねこね』 （2014年3月、WAVE出版、ISBN 978-4872908220）
- 『しろもちくんとまめもちくん』 （2015年12月、アリス館、ISBN 978-4752007388）
- 『かぶきわらし』 （2016年12月、出版ワークス、ISBN 978-4309921105）

### イラスト
- 『ジェーナとふしぎなひげじいさん』 著／カターエフ、翻訳／宮川やすえ （1996年4月、旺文社、ISBN 978-4010691588）
- 『おみせでみつけた』 はじめてのせいかつたんけんずかん〈4〉 監修／武田正倫 （2000年4月、岩崎書店、ISBN 978-4265065141）
- 『おたんじょうびのほん』 （2004年、クリエイト・ア・ブック）